# Hans-Christian Reiche
Hans-Christian Reiche (* 20. Oktober 1944 in Delitzsch; † 21. Juli 2019 in Seebad Ueckermünde) war ein deutscher General der  Nationalen Volksarmee (NVA), bei seiner Entlassung 1990 im Rang eines Generalmajors. Er war von 1987 bis 1990 Kommandeur der 9. Panzerdivision der Nationalen Volksarmee der Deutschen Demokratischen Republik und 1990 letzter Chef der Landstreitkräfte der NVA.

## Leben

### Herkunft und Ausbildung
Hans-Christian Reiche wurde am 20. Oktober 1944 in Delitzsch (Nordsachsen) geboren und wuchs in einer Arbeiterfamilie auf. Sein Vater war Schlosser. In Delitzsch besuchte er die Schule. Die Erweiterte Oberschule schloss er 1963 mit dem Abitur ab.
Nach dem Eintritt in die Nationale Volksarmee im August 1963 durchlief er die militärische Grundausbildung an der Offiziersschule Mot.-Schützen-II in Frankenberg (Sachsen) und begann im September 1963 ein Studium an der Offiziersschule der Landstreitkräfte in Löbau (Sachsen), das er in der Fachrichtung Mot.-Schützen-Kommandeure mit der Ernennung zum ersten Offiziersdienstgrad 1966 abschloss.

### Militärische Laufbahn
Im Herbst 1966 wurde Reiche in seine erste Offiziersdienststellung als Zugführer im Unteroffiziersausbildungsregiment 7 (UAR-7) am Standort Eilenburg eingesetzt. Reiche trat 1967 in die SED ein. Mit Schaffung der Unteroffiziersschule II in Eilenburg war er von 1969 bis 1972 zunächst Zugführer, dann Kompaniechef/Hauptfachlehrer.
Von 1972 bis 1976 absolvierte Hans-Christian Reiche nach einem Vorbereitungsjahr in der UdSSR das dreijährige Direktstudium für Truppenkommandeure der operativ-taktischen Führungsebene an der sowjetischen Militärakademie „M. W. Frunse“ in Moskau, das er als Diplom-Militärwissenschaftler (Dipl.-Mil.) 1976 mit dem Prädikat „Auszeichnung“ abschloss.
Anschließend setzte Reiche seinen Truppendienst am Standort Erfurt in der 4. Mot.-Schützen-Division (4. MSD) fort: Von 1976 bis 1979 als Stellvertreter des Kommandeurs und Stabschef des Mot.-Schützen-Regiments 24 (StKSC/MSR-24) sowie von 1979 bis 1981 als Stellvertreter Stabschef und Leiter der Unterabteilung Operativ (StSCLUAOp) im Stab der 4. MSD am Standort Erfurt.
Dieser Dienststellung schloss sich von 1981 bis 1984 die Funktion als Stellvertreter des Kommandeurs und Stabschef der 9. Panzerdivision (StKSC/9. PD) an – Standort des Stabes in (Eggesin).
Von 1984 bis 1986 erhielt Reiche mit dem Studium an der Militärakademie des Generalstabes der Streitkräfte der UdSSR in Moskau eine operativ-strategische Kommandeursausbildung, die er 1986 mit dem Diplom und dem Prädikat „Auszeichnung“ abschloss.
Nach einjährigem Einsatz als Stellvertreter Chef des Stabes für operative Arbeit (StCSOpA/MB V) im Kommando des Militärbezirkes V (Kdo MB V) am Standort Neubrandenburg wurde Reiche am 1. November 1987 Nachfolger von Franz Erdmann als Kommandeur der 9. Panzerdivision (9. PD) – Standort des Stabes Eggesin – eingesetzt. Am 7. Oktober 1989 wurde Reiche zum Generalmajor ernannt.
Vom 1. November 1989 bis 14. September 1990 war Reiche Nachfolger von Hans-Georg Löffler als Stellvertreter des Chefs und Chef des Stabes des Militärbezirks V (StCCS/MB-V) eingesetzt. Er sollte nicht wie die meisten Generale der NVA bereits zum 30. September 1990 entlassen werden und wurde ab dem 15. September 1990 bis zum 2. Oktober 1990 mit der Führung der Landstreitkräfte der NVA betraut. Doch mit Verlesen des Befehls 43/90 des Ministers für Abrüstung und Verteidigung am 28. September 1990 durch den Staatssekretär wurde seine Entlassung aus der NVA zum 2. Oktober 1990 verkündet und er damit aus dem aktiven Dienst entlassen. Bis zum Erreichen des Rentenalters war er in der Privatwirtschaft tätig.
Hans-Christian Reiche verstarb im Jahr 2019 in Seebad Ueckermünde und wurde auf dem dortigen Friedhof beigesetzt.

## Auszeichnungen
- Kampforden „Für Verdienste um Volk und Vaterland“ in Bronze